# Эсмеральда (персонаж)

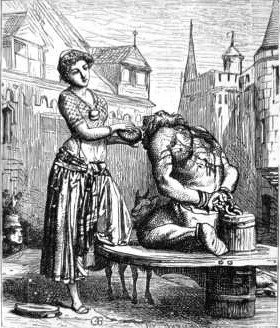
Эсмеральда и Квазимодо

Эсмера́льда (фр. Esméralda) — главная героиня романа Виктора Гюго «Собор Парижской Богоматери», а также фильмов, спектаклей, мюзиклов, балетов и стихотворений, созданных по мотивам этого произведения.

## Эсмеральда в оригинальном романе
В романе Виктора Гюго история Эсмеральды раскрывается постепенно. Впервые Эсмеральда появляется красивой юной девушкой, живущей в парижском «Дворе чудес» (обитель нищих и преступников), зарабатывающей деньги танцами и выступлениями с дрессированной козочкой Джали. В неё влюбляются священник Клод Фролло и уродливый звонарь — горбун Квазимодо. Фролло при помощи Квазимодо пытается украсть Эсмеральду, но её спасает офицер Феб де Шатопер. Эсмеральда влюбляется в своего спасителя.
В романе даётся подробное описание внешности героини:
«Она была невысока ростом, но казалась высокой — так строен был её тонкий стан. Она была смугла, но нетрудно было догадаться, что днём у её кожи появлялся чудесный золотистый оттенок, присущий андалускам и римлянкам. Маленькая ножка тоже была ножкой андалуски, — так легко ступала она в своём узком изящном башмачке. Девушка плясала, порхала, кружилась на небрежно брошенном ей под ноги старом персидском ковре, и всякий раз, когда её сияющее лицо возникало перед вами, взгляд её больших чёрных глаз ослеплял вас, как молнией.
Взоры толпы были прикованы к ней, все рты разинуты. Она танцевала под рокотанье бубна, который её округлые девственные руки высоко возносили над головой. Тоненькая, хрупкая, с обнажёнными плечами и изредка мелькавшими из-под юбочки стройными ножками, чёрноволосая, быстрая, как оса, в золотистом, плотно облегавшем её талию корсаже, в пёстром раздувавшемся платье, сияя глазами, она казалась существом воистину неземным…»
("Собор парижской богоматери, III. Besos para golpes (18)
Образ Эсмеральды в романе сложен и трагичен. Она — воплощение целомудрия и наивности, совсем не похожая на остальных обитателей «Двора чудес». Даже тот факт, что ей приходится зарабатывать на жизнь танцами, не развращает её. У неё доброе сердце: она подносит воды́ Квазимодо, когда тот привязан к позорному столбу; чтобы спасти незнакомого ей Пьера Гренгуара от смерти, она соглашается формально называться его женой. Но её открытость и наивность едва не доводят до беды: в первый раз в жизни влюбившись, она готова отдаться капитану Фебу даже несмотря на то, что уверена — с потерей невинности от неё уйдёт возможность когда-либо встретить родителей.
Девушке известно, что воспитавшие её цыгане — не её родители, она страстно хочет найти свою настоящую мать и носит на шее ладанку, в которой хранится крошечный детский расшитый башмачок — единственная вещь, которая досталась ей от настоящей матери: по нему Эсмеральда надеется когда-нибудь найти, но, согласно данному ей с башмачком наказу, для этого ей надо сохранить девственность.
Постепенно читателю открывается история происхождения Эсмеральды.
Мать девушки звали Пакеттой Шантфлери, она была дочерью известного менестреля из Реймса. Но менестрель умер, оставив малютку-дочь и жену без средств. Они зарабатывали на жизнь вышивкой и жили очень скромно. Пакетта рано расцвела и стала привлекать внимание знатных мужчин. В одного из них она влюбилась и стала его любовницей, едва ей минуло 14 лет. Но ветреный синьор вскоре бросил девушку, и она «пошла по рукам», опускаясь всё ниже и ниже: от аристократов — до мужчин попроще. От полной деградации ставшую обычной проституткой Пакетту спасла беременность: в 20 лет она родила прелестную девочку, которую она назвала Агнессой. После родов поблёкшая девушка очень похорошела, и её «услуги» снова оказались в цене. Всё, что Пакетта зарабатывала, она тратила на наряды для своей обожаемой малышки.
Однажды в Реймс прибыл цыганский табор, и Пакетта, как и многие другие матери, не удержавшись, сходила с дочкой к цыганам, чтобы узнать будущее своего ребёнка. Красивая девочка привела цыган в восторг, и через несколько дней они украли её, подкинув Пакетте в колыбель уродливого, горбатого и хромого мальчика лет четырёх. Несчастная Пакетта от горя поседела за одну ночь и повредилась рассудком: найдя на месте, где стоял исчезнувший в одну ночь табор, следы костров и пятна крови, она решила, что цыгане съели её ребёнка.
Вскоре Пакетта исчезла из Реймса. Одни говорили, что она утопилась, другие — что её видели на дороге в столицу.
Уродливого подкидыша реймский архиепископ распорядился отправить в Париж и положить в ясли около воспитательного дома (этим ребёнком был Квазимодо).
…Эсмеральда оказывается приговорена к казни по ложному обвинению: Клод Фролло, мучимый ревностью, ранит Феба во время его свидания с Эсмеральдой, и скрывается. Из петли её вынимает Квазимодо и прячет в Соборе. Там она живёт некоторое время, не прекращая думать о Фебе (рана которого оказалась лёгкой, но который уже успел забыть цыганку). Квазимодо понимает, что она никогда не сможет ответить на его чувства взаимностью, но счастлив уже оттого, что может её охранять.
Клод Фролло и Гренгуар вызволяют девушку из осаждённого собора, тем самым спасая её от смерти, они переправляют её через Сену. Клод ставит её перед выбором: либо она согласится быть с ним, либо будет повешена. Эсмеральда отказывается бежать из города с «убийцей» Феба. Архидьякон оставляет её старухе Гудуле, и идёт за стражей, чтобы выдать цыганку. Гудула — это затворница, люто ненавидящая цыган за то, что они украли когда-то её единственную дочь, удерживает Эсмеральду. Гудула проклинает девушку и показывает ей башмачок своей дочери, в этот момент Эсмеральда показывает точно такую же пинеточку. Здесь и выясняется, что Гудула — это Пакетта Шантфлери, мать Эсмеральды, но выясняется слишком поздно. Пакетта прячет девушку от солдат, но, увидев среди них Феба, Эсмеральда, не думая о последствиях, наивно зовёт его. Девушка была тут же повешена, а её мать умерла, не выдержав второй потери дочери.
При постановках и экранизациях романа подробности рождения героини обычно опускаются и она изображается цыганкой (только в экранизации 1923 года с Пэтси Рут Миллер в главной роли сохраняются подробности рождения героини, также сохраняется образ её характера от первоисточника, разве что она не боится своего преследователя). Часто опускается и придуманный Гюго образ блистательной чистоты и невинности, вместо этого Эсмеральда предстаёт в образе роковой красотки.

## Эсмеральда вмюзикле «Нотр-Дам де Пари»
Эсмеральда в мюзикле не украденная француженка, а цыганская девушка-сирота из Испании. Если в романе подразумевалось, что всё положительное в ней — от французского происхождения, то в мюзикле это её личные качества, возможные и у простой цыганки. В мюзикле у неё нет дрессированной козочки, она зарабатывает только танцами.
Многие исследователи творчества Гюго[кто?] считают, что присутствие Джали в мюзикле принципиально важно, ведь бытует мнение, будто козочка воплощает в себе трагедию («трагедия» по-гречески- «козлиная песня»).

## Эсмеральда в экранизациях

### В фильме «Собор Парижской Богоматери» (1956)
Известная итальянская актриса Джина Лоллобриджида в этом фильме считается самым успешным экранным воплощением Эсмеральды. Одна из причин успеха, по видимости, серьёзная работа над внешней составляющей её образа: он, с одной стороны, использует ассоциации с цыганщиной (босые ноги, яркий платок, оборванный подол), с другой — отражает её характер (оба платья Эсмеральды — чистых «огненных» цветов, красного и жёлтого, их фасон подчёркивает её юную хрупкость и порывистость её движений). Концовка частично изменена по сравнению с первоисточником: Эсмеральду убили стрелой при штурме собора. Её последние слова: «Жизнь прекрасна» (фр. C'est beau, la vie).
Через много лет Лоллобриджида создала скульптуру, изображающую Эсмеральду в танце.

### В мультфильме студии Уолта Диснея, 1996
В мультфильме Эсмеральда является чистокровной цыганкой. Это красивая девушка, зарабатывающая на жизнь танцами. Считается, что прототипом её образа стали две известные актрисы: Джина Лоллобриджида и Деми Мур (актриса озвучивания героини в оригинале). В мультфильме она стройная, у неё бронзовая кожа, иссиня-чёрные длинные, вьющиеся волосы и зелёные глаза, в книжной версии кожа тоже бронзовая, но более светлая — это может указывать на то, что её отец мог быть цыганом. У неё бойкий и волевой характер. Она смелая, умная, гордая и сильная, очень добрая и справедливая. Если приглядеться, можно заметить, что с распущенными волосами Эсмеральда выглядит намного моложе, чем с собранными в хвост. Также она является одной из самых красивых девушек, живущих в Париже.

### Другие киновоплощения
- «Эсмеральда» (1905) — в роли Деннис Бекке.
- «Собор Парижской богоматери» (1911) — в роли Стася Наперковска.
- «Горбун из Нотр-Дама» (1923) — Пэтси Рут Миллер.
- «Горбун из Нотр-Дама» (1939) — Морин О'Хара.
- «Горбун из Нотр-Дама[англ.]» (сериал, 1966) — Гэй Хэмилтон[англ.]
- «Горбун из Нотр-Дама[англ.]» (1977) — Мишель Ньюэлл
- «Горбун из Нотр-Дама» (1982) — Лесли-Энн Даун .
- «Горбун из Нотр-Дама» (1997) — Сальма Хайек.